# Arondismentul La Trinité
Arondismentul La Trinité (în franceză Arrondissement de La Trinité) este un arondisment din Martinica, Franța.

## Subdiviziuni

### Cantoane
- Cantonul L'Ajoupa-Bouillon
- Cantonul Basse-Pointe
- Cantonul Gros-Morne
- Cantonul Le Lorrain
- Cantonul Macouba
- Cantonul Le Marigot
- Cantonul Le Robert-1
- Cantonul Le Robert-2
- Cantonul Sainte-Marie-1
- Cantonul Sainte-Marie-2
- Cantonul La Trinité

### Comune
| 1. Ajoupa-Bouillon (97201) | 2. Basse-Pointe (97203) | 3. Grand'Rivière (97211) | 4. Le Gros-Morne (97212) |
| 5. Le Lorrain (97214)      | 6. Macouba (97215)      | 7. Marigot (97216)       | 8. Le Robert (97222)     |
| 9. Sainte-Marie (97228)    | 10. La Trinité (97230)  |                          |                          |

1. ↑  Q125359384[*] Verificați valoarea |titlelink= (ajutor)